# Satawal Village
Satawal Village är en ort i Mikronesiska federationen.   Den ligger i kommunen Satawal Municipality och delstaten Yap, i den västra delen av landet, 1 200 km väster om huvudstaden Palikir. Satawal Village ligger 9 meter över havet och antalet invånare är 531. Den ligger på ön Satawal Island.
Terrängen runt Satawal Village är mycket platt.  Det finns inga andra samhällen i närheten. 